# Кубок північноірландської ліги з футболу 2023—2024
Кубок північноірландської ліги 2023—2024 (англ. BetMcLean League Cup) — 37-й розіграш Кубка північноірландської ліги. Титул вдруге поспіль здобув Лінфілд.

## Календар
| Раунд        | Дата                | Матчі | Клуби   |
| ------------ | ------------------- | ----- | ------- |
| Перший раунд | 19–29 серпня 2023   | 6     | 38 → 32 |
| 1/16 фіналу  | 3 жовтня 2023       | 16    | 32 → 16 |
| 1/8 фіналу   | 7–28 листопада 2023 | 8     | 16 → 8  |
| 1/4 фіналу   | 5–12 грудня 2023    | 4     | 8 → 4   |
| 1/2 фіналу   | 16 січня 2024       | 2     | 4 → 2   |
| Фінал        | 10 березня 2024     | 1     | 2 → 1   |

## Перший раунд
| Команда 1                | Рахунок      | Команда 2                |
| ------------------------ | ------------ | ------------------------ |
| 19 серпня 2023           |              |                          |
| Бенбрідж Таун (3)        | 0:1          | Коа Юнайтед (3)          |
| Лімаваді Юнайтед (3)     | 6:1          | Тобермор Юнайтед (3)     |
| 29 серпня 2023           |              |                          |
| Баллімакаш Рейнджерс (3) | 1:4          | Лісберн Дістіллері (3)   |
| Доллінгстоун (3)         | 2:1          | Арма (3)                 |
| ПСНІ (3)                 | 0:1          | Мойола Парк (3)          |
| Портстюарт (3)           | 1:1 пен. 5:4 | Ратфріланд Рейнджерс (3) |

## 1/16 фіналу
| Команда 1                     | Рахунок | Команда 2              |
| ----------------------------- | ------- | ---------------------- |
| 3 жовтня 2023                 |         |                        |
| Лофголл                       | 3:2     | Балліклейр Комрадс (2) |
| Енней Юнайтед (2)             | 4:1 дч  | Портстюарт (3)         |
| Лімаваді Юнайтед (3)          | 2:0     | Дандела (2)            |
| Колрейн                       | 2:1 дч  | Бангор (2)             |
| Харленд-енд-Вульф Велдерс (2) | 1:2     | Ньюрі Сіті АФК         |
| Баллінамаллард Юнайтед (2)    | 1:5     | Ардс (2)               |
| Гленавон                      | 2:1 дч  | Дергв'ю (2)            |
| Ворренпойнт Таун (3)          | 0:5     | Крузейдерс             |
| Балліміна Юнайтед             | 4:0     | Лісберн Дістіллері (3) |
| Ларн                          | 9:1     | Нокбреда (2)           |
| Портадаун (2)                 | 4:1     | Коа Юнайтед (3)        |
| Данганнон Свіфтс              | 3:1     | Ньюінгтон Юз (2)       |
| Лінфілд                       | 3:1     | Квінз Юніверсіті (3)   |
| Гленторан                     | 2:0     | Доллінгстоун (3)       |
| Кліфтонвілл                   | 3:0     | Інститут (2)           |
| Каррік Рейнджерс              | 4:1     | Мойола Парк (3)        |

## 1/8 фіналу
| Команда 1            | Рахунок        | Команда 2      |
| -------------------- | -------------- | -------------- |
| 7 листопада 2023     |                |                |
| Ардс (2)             | 3:5 дч         | Ларн           |
| Балліміна Юнайтед    | 1:1 пен. 17:18 | Колрейн        |
| Портадаун (2)        | 2:1            | Крузейдерс     |
| Данганнон Свіфтс     | 1:0            | Кліфтонвілл    |
| Гленторан            | 1:2            | Лінфілд        |
| Каррік Рейнджерс     | 2:2 пен. 1:3   | Ньюрі Сіті АФК |
| 21 листопада 2023    |                |                |
| Енней Юнайтед (2)    | 0:1            | Лофголл        |
| 28 листопада 2023    |                |                |
| Лімаваді Юнайтед (3) | 0:1            | Гленавон       |

## 1/4 фіналу
| Команда 1        | Рахунок      | Команда 2      |
| ---------------- | ------------ | -------------- |
| 5 грудня 2023    |              |                |
| Колрейн          | 2:3          | Гленавон       |
| Ларн             | 2:2 пен. 2:3 | Лінфілд        |
| Портадаун (2)    | 2:0          | Лофголл        |
| 12 грудня 2023   |              |                |
| Данганнон Свіфтс | 4:2 дч       | Ньюрі Сіті АФК |

## 1/2 фіналу
| Команда 1        | Рахунок | Команда 2     |
| ---------------- | ------- | ------------- |
| 16 січня 2024    |         |               |
| Гленавон         | 0:1     | Портадаун (2) |
| Данганнон Свіфтс | 1:2     | Лінфілд       |

## Фінал
| 10 березня 2024 15:00 GMT |

| Лінфілд                             | 3:1      | Портадаун (2) |
| ----------------------------------- | -------- | ------------- |
| Голл 40' Вілсон 45' (аг) Аннетт 56' | Протокол | Файф 75'      |

| Віндзор Парк, Белфаст Глядачів: 9 179 Арбітр: Тоні Кларк |